# شهرستان شویدنگتسا
شهرستان شویدنیتسا (به لهستانی: Powiat Świdnica) یک شهرستان در لهستان است که در استان سیلزی سفلی واقع شده‌است. شهرستان شویدنیتسا  ۷۴۲٫۸۹ کیلومتر مربع مساحت و ۱۵۹٬۳۲۳ نفر جمعیت دارد.